# Крюгер, Иоганн Генрих Луи
Луи Крюгер (21 сентября 1857, Эльце — 1 июля 1923, Эльце) — немецкий математик и геодезист.
Известен как один из разработчиков проекции Гаусса — Крюгера.

## Биография
Родился в семье слесаря.
В 1883 году защитил докторскую степень с диссертацией «Die geodätische Linie des Sphäroids und Untersuchung darüber, wann dieselbe aufhört, kürzeste Linie zu sein».
В 1884 году поступил на работу в качестве ассистента в Прусский институт геодезии, размещавшийся тогда в Берлине, позднее в Потсдаме. Проработал в этом институте до выхода пенсию в 1922 году, последние годы в должности директора.
В 1900 году по заказу общества наук в Гёттингене занялся обработкой работ Гаусса в области геодезии. В 1903 году вышел девятый том собрания сочинений Гаусса, а в 1912 году выходит работа Крюгера «Конформное отображение земного эллипсоида в плоскость». В ней исследуются свойства формул, найденных Гауссом, а также дается рекомендация о разделении поверхности Земли на сектора по 3° (в настоящее время используется 6°), внутри которых искажения, вносимые проекцией, достаточно малы для целей картографии. Эта идея оказалась очень удачной, и в настоящее время проекция Гаусса — Крюгера является одним из основных способов перевода географических координат на поверхности земного эллипсоида в плоскость карты.
После выхода на пенсию переехал в родной город, где и скончался.

## Публикации
- Die geodätische Linie des Sphäroids und Untersuchung darüber, wann dieselbe aufhört, kürzeste Linie zu sein. Diss., Schade Verl., Berlin 1883.
- Konforme Abbildung des Erdellipsoides in der Ebene. 1912.